# Talalsa
Talalsa o Tlelsa o Telelsa (àrab: التلالسة, at-Talālsa) és una vila tunisiana situada a uns trenta quilòmetres al sud-oest de Mahdia, al Sahel tunisià. Adscrita administrativament a la governació de Mahdia, constitueix un municipi amb 4.332 habitants l'any 2014.

## Administració
El lloc de Talalsa és el centre de la municipalitat o baladiyya homònima, amb codi geogràfic 33 27 (ISO 3166-2:TN-12). La municipalitat fou creada per un decret del 26 de maig de 2016, al mateix temps que les municipalitats d'El Hekaima, Sidi Zid-Ouled Moulahem i Zalba, totes a la governació de Mahdia.
Inclou quatre sectors o imades de la delegació o mutamadiyya d'El Djem (codi geogràfic 33 57):
- Zeghabna (33 57 56)
- Touahria (33 57 57)
- Talalsa (33 57 59)
- El Achaba (33 57 60)